# Adelio Pasqualotto
Adelio Pasqualotto (Villaverla, 26 aprile 1950) è un vescovo cattolico e missionario italiano, dal 31 maggio 2023 già vicario apostolico del Napo.

## Biografia
Adelio Pasqualotto è nato il 26 aprile 1950 a Novoledo, frazione di Villaverla, figlio di Angelo e Gina.

### Formazione e ministero sacerdotale
Ha seguito i corsi di teologia nell'Istituto Teologico San Pietro della Congregazione di San Giuseppe in Viterbo.
Incominciò la sua formazione presso la Congregazione di San Giuseppe, negli istituti di Montecchio Maggiore, Arcugnano e Civezzano. Nel 1966, entrò nel noviziato a Vigone, emettendo la prima professione dei voti religiosi il 27 settembre 1967. Poi durante tre anni approfondì la sua formazione pastorale ad Orduña (Spagna). Emise la professione perpetua il 13 ottobre 1973.
La sua ordinazione presbiterale avvenne l'11 marzo 1978.
Come sacerdote ha ricoperto i seguenti incarichi:
- Vicedirettore della comunità nel Collegio San Pío X in Santa Marinella
- Animatore vocazionale ed incaricato della pastorale giovanile ad Acquedolci (1983-1987).
- Animatore della pastorale giovanile nella parrocchia di S. Giuseppe in Lucera (1987-1988).
- Parroco dell'opera Sacro Cuore, in Rossano (1988-1991).

Nel 1991 fu mandato come missionario in Messico e vi ricoprì i seguenti ruoli:
- Parroco di San Jorge Mártir, in San Juan de Aragón della Città del Messico
- Parroco di Santa Isabel de Hungría, in Hermosillo (1997-2008)
- Vicario provinciale della Provincia Messicana dei Giuseppini del Murialdo (2000-2006)
- Assistente spirituale diocesano del Movimiento Familiar Cristiano Católico della Arcidiocesi di Città del Messico (2006-2009)
- Assistente del Movimento Cursillos de Cristiandad
- Parroco di San José Obrero nella Diocesi di Aguascalientes (2010-2012).

Fu mandato in Ecuador dove ricoprì questi incarichi:
- Collaboratore nelle parrocchie di Archidona e Loreto nel vicariato apostolico del Napo (2013)
- Provicario del vicariato apostolico di San Miguel de Sucumbíos (2013-2014)

### Ministero episcopale
Il 12 dicembre 2014 papa Francesco lo ha nominato vescovo titolare di Abthugni e vicario apostolico del Napo. È stato consacrato vescovo il 7 marzo 2015 nella cattedrale di Tena dall'arcivescovo Giacomo Guido Ottonello. Durante la stessa celebrazione ha preso possesso del vicariato.
Nel 2019 ha partecipato al Sinodo dei vescovi per la regione pan-amazzonica.
Il 31 maggio 2023 papa Francesco ha accettato la sua rinuncia a vicario apostolico del Napo nominando un amministratore apostolico nel medesimo tempo.

## Genealogia episcopale
La genealogia episcopale è:
- Cardinale Scipione Rebiba
- Cardinale Giulio Antonio Santori
- Cardinale Girolamo Bernerio, O.P.
- Arcivescovo Galeazzo Sanvitale
- Cardinale Ludovico Ludovisi
- Cardinale Luigi Caetani
- Cardinale Ulderico Carpegna
- Cardinale Paluzzo Paluzzi Altieri degli Albertoni
- Papa Benedetto XIII
- Papa Benedetto XIV
- Papa Clemente XIII
- Cardinale Enrico Benedetto Stuart
- Papa Leone XII
- Cardinale Chiarissimo Falconieri Mellini
- Cardinale Camillo Di Pietro
- Cardinale Mieczysław Halka Ledóchowski
- Cardinale Jan Maurycy Paweł Puzyna de Kosielsko
- Arcivescovo Józef Bilczewski
- Arcivescovo Bolesław Twardowski
- Arcivescovo Eugeniusz Baziak
- Papa Giovanni Paolo II
- Arcivescovo Giacomo Guido Ottonello
- Vescovo Adelio Pasqualotto, C.S.I.